# Ivan Logar (zdravnik)
Ivan Logar, slovenski zdravnik higienik in zgodovinar zdravstva, * 7. december 1905, Ljubljana, † 17. september 1983, Ljubljana.
Logar je študiral medicino na Medicinski fakulteti v Ljubljani in v Zagrebu, kjer je 1931 tudi diplomiral. Leta 1934 se je zaposlil v Sodražici, nato je od leta 1937 do 1945 delal v Ljubljani kot mestni fizik, od 1948 do 1975 pa se je na šolski polikliniki v Ljubljani posvečal razvoju in organizaciji šolske medicine. Leta 1962 je v Zagrebu končal specializacijo iz šolske higiene. Logar je bil prvi slovenski šolsko-športni zdravnik. Sodeloval je pri ustanovitvi sekcije za športno medicino pri Slovenskem zdravniškem društvu in v uredništvu njenega glasila, v katerm je tudi objavljal članke s področja šolske higiene in športne medicine, iz zgodovine naravoslovja pa zlasti v reviji Priroda, človek in zdravje
Dr. Logar je proučeval tudi zgodovino zdravstva na Slovenskem in obdelal razvoj Slovenskega zdravniškega društva do 1918. V Zdravstvenem vestniku je od leta 1950 do 1977 objavil več kot 60 člankov.